# セルゲイ・ソコル
セルゲイ・ミハイロヴィチ・ソコル（ロシア語: Сергей Михайлович Сокол、ラテン文字表記の例：Sergei Mihairovich Sokol、1970年4月20日 - ）は、ロシアの外務官僚、企業家、政治家。ネフチガステクノロギア社副支配人、ノリリスクガスプロム社総支配人、イルクーツク州知事代行などを経て、2011年から「RT-ヒムコンポジット」社総支配人（代表取締役社長）。

## 経歴・人物
1970年12月17日、セヴァストーポリに軍人の家庭に生まれる。1987年駐キューバソ連大使館付属高等学校を卒業する。
1992年モスクワ国際関係大学国際関係学部東洋科を卒業する。政治学博士候補号を取得。英語、スペイン語、シンハラ語に堪能。
1992年から1994年まで、駐エクアドル大使館書記官補。1995年から1997年まで、独露合弁会社「ネフチガステクノロギヤ」社の商業・財務担当副支配人（取締役）。
1997年「ノリリスクガスプロム」社経済・財務担当副支配人を経て、総支配人（取締役社長）。
1999年から2002年まで、タイミル自治管区議会議員。
2000年ロシア大統領選挙でウラジーミル・プーチン陣営のノリリスク地区選挙対策責任者を務めた。ちなみにプーチンは、同地区で79.46パーセントを得票した。
2002年クラスノヤルスク地方副知事に任命される。2003年まで、産業エネルギー、森林、運輸、通信、電気料金、財政再建などの部門を監督した。
2004年副知事、地域行政府委員会議長。
2005年4月、クラスノヤルスク地方とタイミル自治管区、エヴェンキ自治管区の合併の準備と住民投票を積極的に推進した。
2006年合併地方憲章起草作業部会長。
2007年6月、合併後のクラスノヤルスク地方副知事に就任。
2008年4月、イルクーツク州第一副知事。
2009年5月10日、イルクーツク州のイーゴリ・エシポフスキー知事がヘリコプター事故で死去した。ソコルは知事代行に就任し事故の対応に当たった。後任知事には、ドミートリー・メゼンツェフが任命され、州議会に承認された。2009年6月、辞任。
2010年から2011年までロシア技術公社（ロステフノロギー、ГК «Ростехнологии»）社長顧問（相談役）。
2011年「RT-ヒムコンポジット」社（РТ-Химкомпозит、RT-合成テクノロジー・マテリアル社）。
私生活では、夫人との間に二男。